# Cantone di Mundolsheim
Il Cantone di Mundolsheim era una divisione amministrativa dell'arrondissement di Strasburgo-Campagna.
A seguito della riforma approvata con decreto del 18 febbraio 2014, che ha avuto attuazione dopo le elezioni dipartimentali del 2015, è stato soppresso.

## Composizione
Comprendeva i comuni di
- Achenheim
- Breuschwickersheim
- Eckbolsheim
- Hangenbieten
- Ittenheim
- Lampertheim
- Mittelhausbergen
- Mundolsheim
- Niederhausbergen
- Oberhausbergen
- Oberschaeffolsheim
- Reichstett
- Souffelweyersheim
- Wolfisheim